# 아제르리도

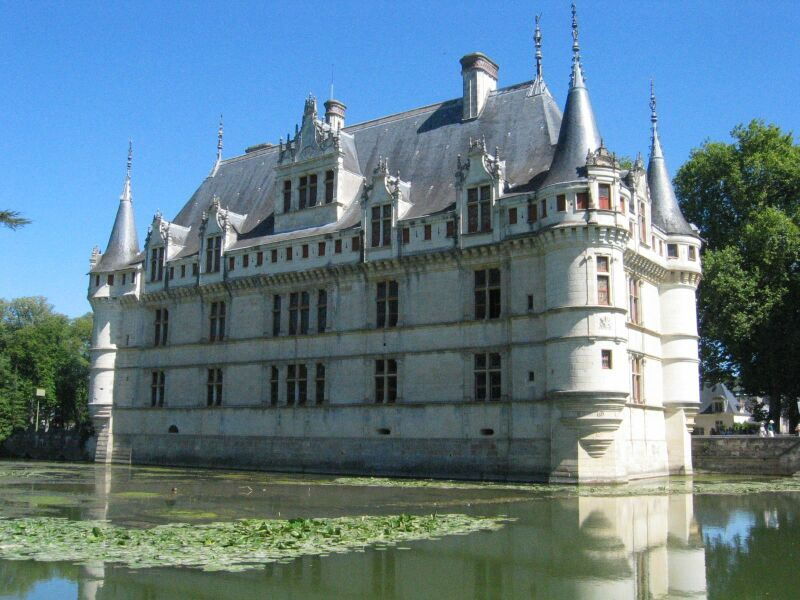
아제르리도 성

아제르리도(프랑스어: Azay-le-Rideau)는 프랑스 앵드르에루아르주 데파르트망에 있는 코뮌이다.

## 아제르리도 성
아제르리도 성(프랑스어: Château de Azay-le-Rideau)은 프랑스 초기 르네상스 성의 하나로, 1518년에서 1527년 사이에 축성되었다. 앵드르 강안에 위치한 섬에 세워졌으며, 지지대는 수면 밖으로 바로 솟아오른다.